# ROJ TV
 ROJ TV är en kurdiskspråkig TV-kanal tillhörande Mesopotamia Broadcast A/S i Danmark. Kanalen startades år 2003 som en efterföljare till MED-TV och distribuerar sina program på nio språk; kurdiska, zazaiska, persiska, arabiska, assyriska/syrianska, turkiska mm.
ROJ TV har sitt säte i Belgien men har också en station utplacerad i Nacka, Stockholm.
I januari 2012 dömdes de två företagen bakom ROJ TV till böter i Danmark för att under 2008-2010 ha sänt program som gynnade den terrorismstämplade organisationen PKK:s intressen. Efter domen bröt Eutelsat samarbetet med kanalen, som en kort tid sändes via Intelsat innan de också avbröt samarbetet, samtidigt som Danske Bank frös ROJ TV:s bankkonto.

## Frekvens
Eurobird 9
- Frekvens 11.842 Vertical
- SymbolRate (SR) 27.500
- FEC 3/4

Intelsat 1 W
- Frekvens 11.092 Horizontal
- SymbolRate (SR) 15551

Nillsat
- Frekvens 11355 Vertical
- SymbolRate (SR) 27500
- FEC 3/4